# Matasagara, Sakleshpur
Matasagara là một làng thuộc tehsil Sakleshpur, huyện Hassan, bang Karnataka, Ấn Độ.